# Dysstroma infuscata
Dysstroma infuscata là một loài bướm đêm thuộc họ Geometridae. Nó được tìm thấy ở Scandinavia, Ba Lan và Cộng hòa Séc to sông Amur và Sakhalin.
Sải cánh dài 23–32 mm. Con trưởng thành bay vào tháng 7.
Ấu trùng ăn Vaccinium myrtillus, Vaccinium uliginosum và Rhododendron tomentosum. Ấu trùng có thể tìm thấy từ tháng 8 đến tháng 6. The species overwinters in the larval stage.